# Berlaimont
Pour les articles homonymes, voir Berlaymont.
Berlaimont, selon des graphies anciennes Barlemont ou Berlaymont, est une commune française située dans le département du Nord, en région Hauts-de-France.
Cette commune a donné son nom sous la forme « Berlaymont », à une famille noble du comté de Hainaut, les Berlaymont, dont le nom a à son tour été donné au siège de la Commission européenne, érigé sur le site de l'abbaye de femmes de Berlaimont à Bruxelles. Elle a aussi donné son nom au dragueur de mines Le Berlaimont (de 1953 à 1997), et est la marraine du navire d'intervention maritime Le Flamant.

## Géographie

### Localisation
Ancien chef-lieu de canton, la ville de Berlaimont, située dans la forêt de Mormal entre le Valenciennois et l'Avesnois, est entourée de nombreuses villes telles que Bavay, Aulnoye-Aymeries, Locquignol, Sassegnies, Leval et autres communes influencées par sa centralité.
Elle est située dans le parc naturel régional de l'Avesnois.

### Communes limitrophes
|            |            | Pont-sur-Sambre  |
| Locquignol | Berlaimont | Aulnoye-Aymeries |
|            | Sassegnies | Leval            |

### Hydrographie

#### Réseau hydrographique
La commune est située dans le bassin Artois-Picardie. Elle est drainée par la Sambre canalisée, la Sambrette, le Rieux des Arbreux, le fossé du Roy, la Cabine, la Carmagnole, le Petit Paris, le ruisseau de la Malgueule, le ruisseau Des Grandes haies et un autre petit cours d'eau,.
La Sambre canalisée est un canal, chenal et un cours d'eau naturel, d'une longueur de 101 km, qui prend sa source dans la commune de Rejet-de-Beaulieu, s'écoule vers le nord-est et franchit la frontière belge au droit de Jeumont. Les caractéristiques hydrologiques de la Sambre canalisée sont données par la station hydrologique située sur la commune. Le débit moyen journalier maximum est de 94,3 m3/s, atteint lors de la crue du 31 janvier 2021. Le débit instantané maximal est quant à lui de 95,6 m3/s, atteint le 1er février 2021.
La Sambrette, d'une longueur de 10 km, prend sa source dans la commune de Locquignol et se jette  dans la Sambre canalisée à Aulnoye-Aymeries, après avoir traversé quatre communes. 

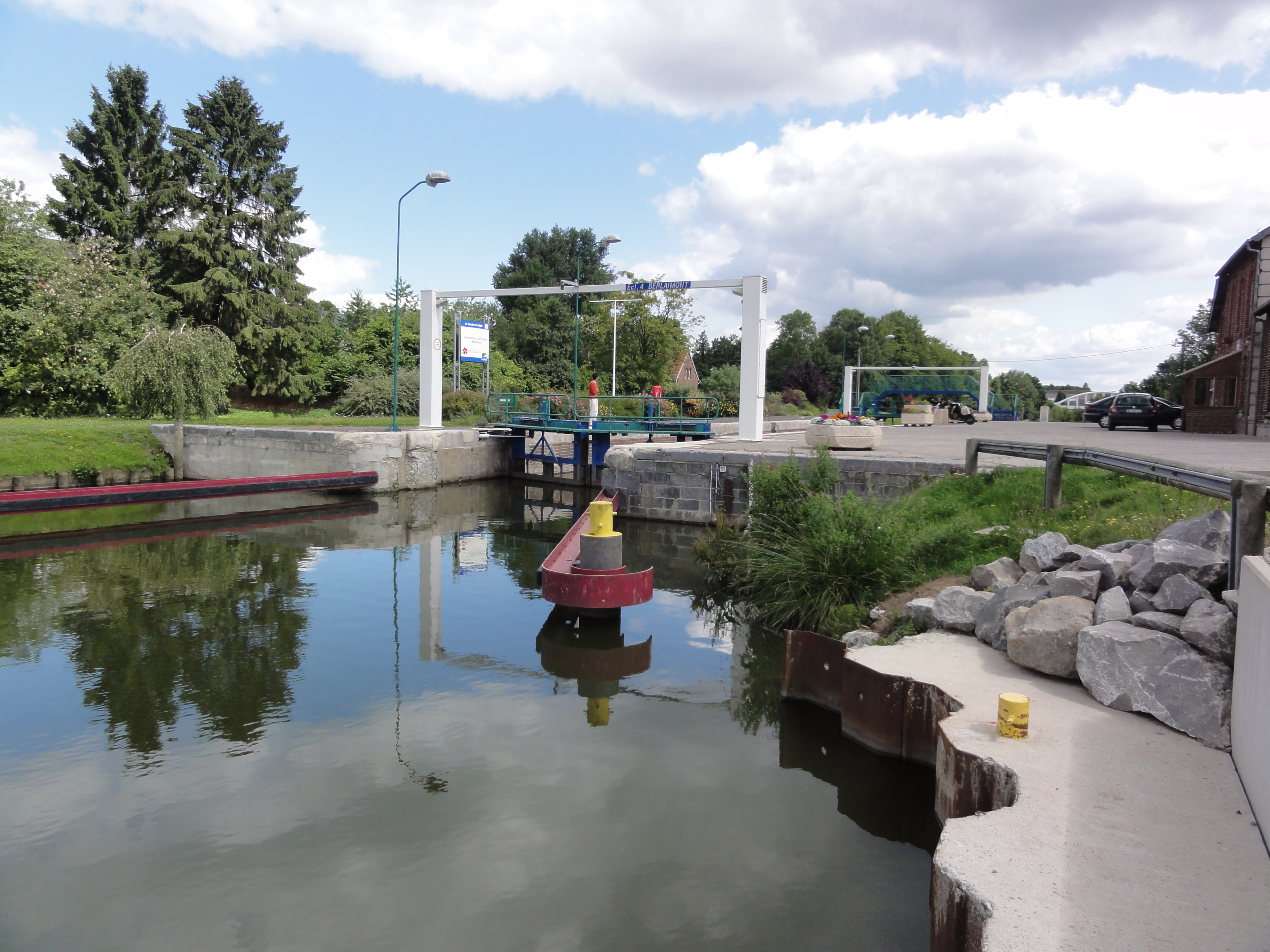
Berlaimont, écluse 4 de la Sambre.
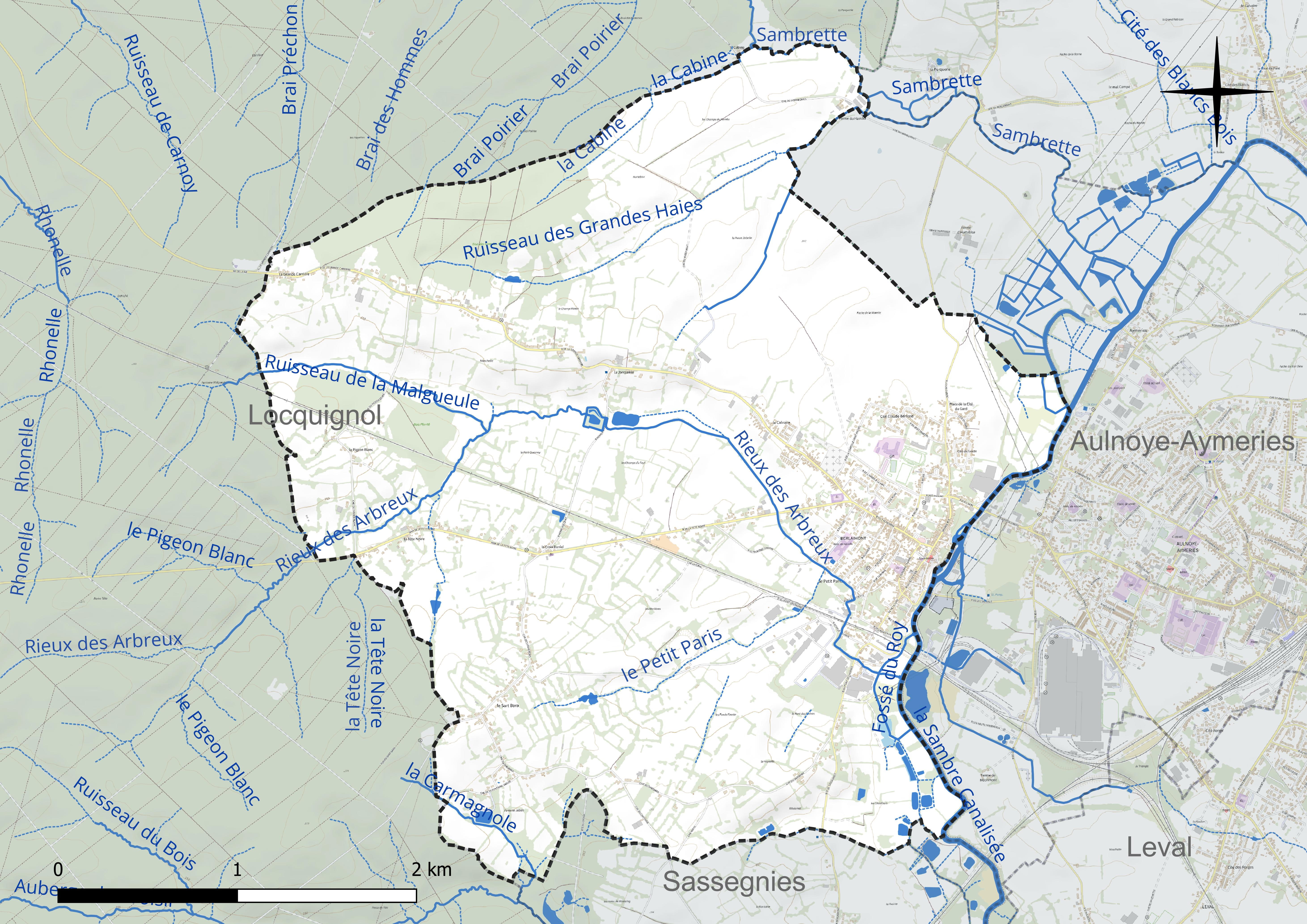
Réseau hydrographique de Berlaimont.

#### Gestion et qualité des eaux
Le territoire communal est couvert par le schéma d'aménagement et de gestion des eaux (SAGE) « Sambre ». Ce document de planification concerne un territoire de 1 253 km2 de superficie, délimité par le bassin versant de la Sambre. Le périmètre a été arrêté le 1er novembre 2003 et le SAGE proprement dit a été approuvé le 21 septembre 2012, puis modifié le 18 août 2022. La structure porteuse de l'élaboration et de la mise en œuvre est le syndicat mixte du Parc naturel régional de l'Avesnois. 
La qualité des cours d'eau peut être consultée sur un site dédié géré par les agences de l'eau et l'Agence française pour la biodiversité. 

### Climat
Pour des articles plus généraux, voir Climat des Hauts-de-France et Climat du Nord.
En 2010, le climat de la commune est de type climat des marges montargnardes, selon une étude du CNRS s'appuyant sur une série de données couvrant la période 1971-2000. En 2020, Météo-France publie une typologie des climats de la France métropolitaine dans laquelle la commune est exposée à un climat océanique altéré et est dans la région climatique  Nord-est du bassin Parisien, caractérisée par un ensoleillement médiocre, une pluviométrie moyenne régulièrement répartie au cours de l'année et un hiver froid (3 °C). 
Pour la période 1971-2000, la température annuelle moyenne est de 10 °C, avec une amplitude thermique annuelle de 14,9 °C. Le cumul annuel moyen de précipitations est de 833 mm, avec 12,8 jours de précipitations en janvier et 9,7 jours en juillet. Pour la période 1991-2020, la température moyenne annuelle observée sur la station météorologique la plus proche, située sur la commune de Saint-Hilaire-sur-Helpe à 10 km à vol d'oiseau, est de 10,5 °C et le cumul annuel moyen de précipitations est de 802,4 mm,. Pour l'avenir, les paramètres climatiques de la commune estimés pour 2050 selon différents scénarios d'émission de gaz à effet de serre sont consultables sur un site dédié publié par Météo-France en novembre 2022.

## Urbanisme

### Typologie
Au 1er janvier 2024, Berlaimont est catégorisée ceinture urbaine, selon la nouvelle grille communale de densité à sept niveaux définie par l'Insee en 2022.
Elle appartient à l'unité urbaine de Maubeuge (partie française), une agglomération internationale regroupant 22  communes, dont elle est une commune de la banlieue,,. Par ailleurs la commune fait partie de l'aire d'attraction de Maubeuge (partie française), dont elle est une commune de la couronne,. Cette aire, qui regroupe 65 communes, est catégorisée dans les aires de 50 000 à moins de 200 000 habitants,.

### Occupation des sols
L'occupation des sols de la commune, telle qu'elle ressort de la base de données européenne d'occupation biophysique des sols Corine Land Cover (CLC), est marquée par l'importance des territoires agricoles (74,6 % en 2018), en diminution par rapport à 1990 (75,5 %). La répartition détaillée en 2018 est la suivante : 
prairies (54,5 %), zones urbanisées (16,1 %), terres arables (15,5 %), forêts (5,3 %), zones agricoles hétérogènes (4,6 %), zones industrielles ou commerciales et réseaux de communication (2,5 %), zones humides intérieures (1,6 %). L'évolution de l'occupation des sols de la commune et de ses infrastructures peut être observée sur les différentes représentations cartographiques du territoire : la carte de Cassini (XVIIIe siècle), la carte d'état-major (1820-1866) et les cartes ou photos aériennes de l'IGN pour la période actuelle (1950 à aujourd'hui).

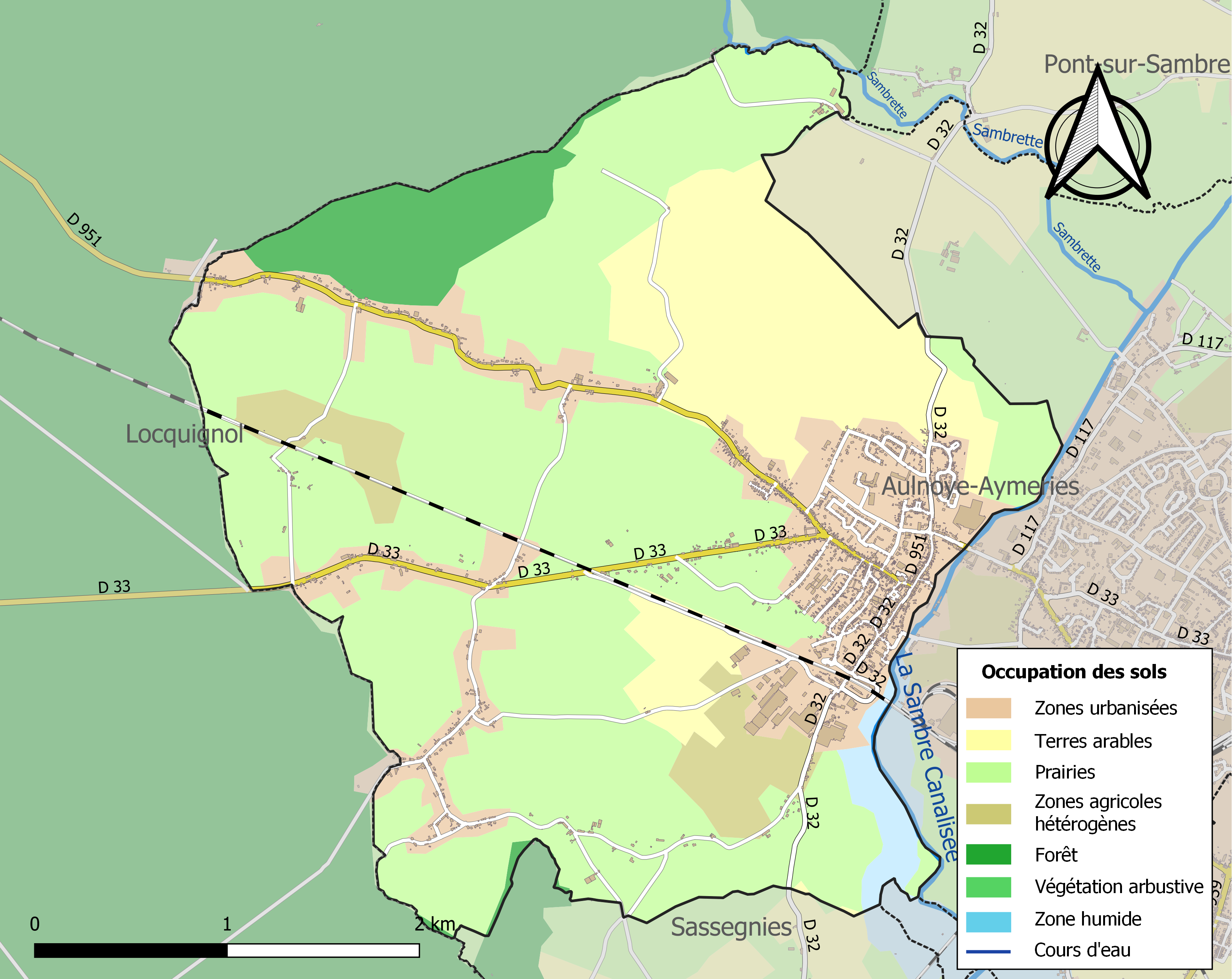
Carte des infrastructures et de l'occupation des sols de la commune en 2018 (CLC).

### Logements
En 2018-2019, la municipalité favorise la construction de 136 maisons, destinées à inverser la baisse de la population constatée depuis les années 1960. Un premier projet, qui débutera mi-2018 comporte 20 logements locatifs réalisés par le bailleur Promocil, plus cinq lots destinés à l'accession à la propriété. Le second  projet, de 33 logements réalisés par le bailleur social Partenord, est réalisé à l'emplacement de l'ancienne gendarmerie et doit être livré en 2021. Un troisième projet, également réalisé par Partenord, de 83 logements, doit être réalisé dans la pâture qui longe le cimetière.

### Hameaux, lieux-dits et écarts
La commune comprend plusieurs hameaux et lieux-dits :
- La Grande-Carrière
- Le Sarsbarras
- La Tête-Noire
- Le Hambu
- Saint Michel.

### Voies de communication et transports

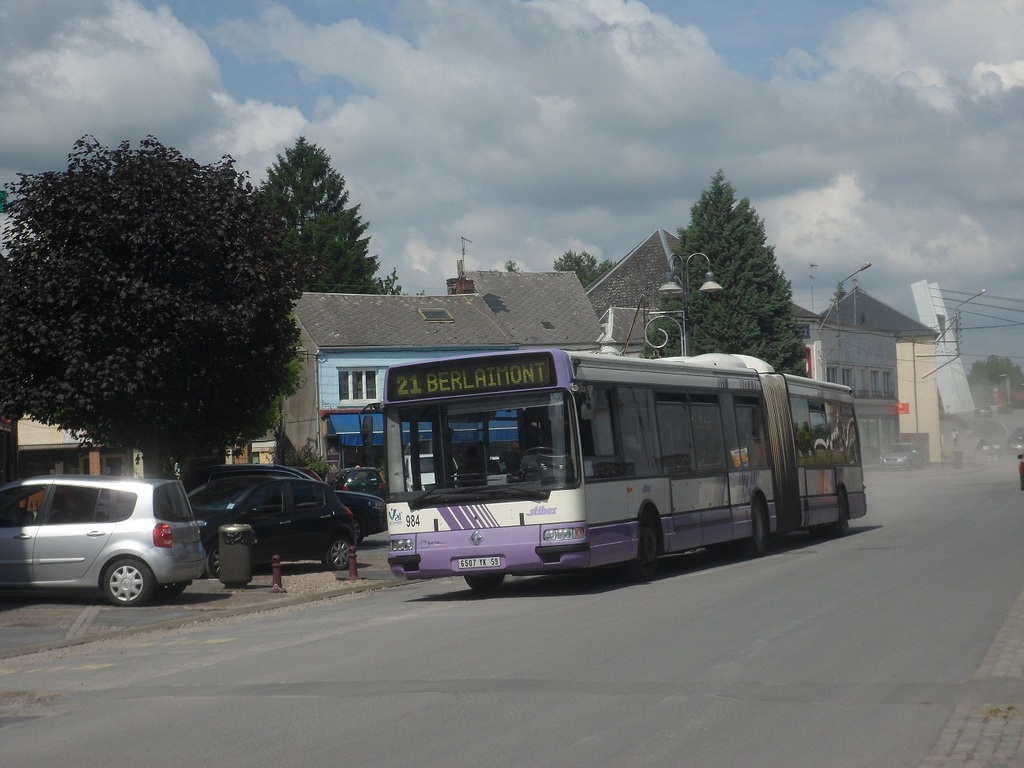
Un autobus du réseau Stibus.

Berlaimont est desservie par l'ancienne RN 351 actuelle RD 951) reliant Orsinval à Trélon et à Chimay. Elle est traversée par la ligne de Fives à Hirson, desservie par les TER Hauts-de-France et sur laquelle se trouve la gare de Berlaimont.
La commune est desservie, en 2024, par les lignes 21, 61 et par le service de transport à la demande du réseau Stibus.

## Toponymie
Bairlemont, 1186, J. de G. Manuscrit de Valenciennes - Berlainmont, 1196, Titre de l'abb. d'Anchin - Berlemonte, 1201, Titre de Saint-Aubert, Le Carp., pr. II, 23 - Bierlainmont, 1265, 1er cart. du Hainaut - Berlainmont, 1273, 1er cart. du Hain., f° 50, p. 365 - Berlaimont, 1292, Titre de Saint-Aubert, Le Carp. pr. II, 37 - Bellainmont, 1308, 2ème cart. du Hain. - Berlaimont, 1330, Titre de Saint-Aubert, Le Carp. pr. II, 91 - Bierlainmont, 1382, Comptes de la Ville de Valenciennes - Berlenmont, Chronique de Gislebert - Berlaymont, Vinchant, ann. du Hain - Barlaimont, Miroeus I, 415, note - Berlaimont, 1788, scellé échevinal reproduit sur la cloche. (Données issues de : Bulletin de la Commission historique du Département du Nord - Tome IX - 1866).
Du nom d'homme germanique Berland ou de femme germanique Berilind + appellatif roman -mont « hauteur, colline, mont ».
Le nom de Berlaimont figure aussi sur le sceau de Jehan de Berlaimont, sergent de mortes mains[C'est-à-dire ?] du Hainaut, datant de 1435 et que l'on peut observer dans un dictionnaire sur l'histoire du Hainaut[Lequel ?].

## Histoire

### Antiquité
Au temps des Nerviens, qui ont laissé des traces à Bavay, en Belgique dans le Brabant, à Cambrai, dans l'Escaut, dans l'ancien comté de Hainaut, aux Pays-Bas et à Tournai, Bavay ressortissait de la commune de  Berlaimont dont le château déjà construit aux premiers siècles fut détruit vers 400 par les barbares lors du sac de Bavay.[pas clair]
En 57 av. J.-C., lors de la campagne de César contre les Nerviens, ceux-ci sont vaincus par sept légions romaines entre Pont-sur-Sambre et Hautmont ou (plus probablement) à Saulzoir. Bavay est choisie comme capitale de la cité gallo-romaine des Nerviens.
Des pièces de monnaie découvertes à la Grande Carrière, près de la forêt de Mormal, attestent d'une présence[Laquelle ?] entre 192 et 254.

### Moyen Âge
En 920, Charles III le Simple cède l'église de Berlaimont à l'abbaye de Maroilles détenue par son parent, Isaac de Valenciennes, époux de Berthe de Cambrai. Celle-ci descend par son père de Charles le Chauve et par sa mère de Louis le Bègue, père de Charles le Simple[pas clair].
D'abord[Quand ?] construit sur la rive droite de la Sambre, sur l'emplacement de ruines gallo-romaines, le château fort de Berlaimont devient[Quand ?], sur sa rive gauche, une des places fortes du roi Baudouin de Flandre[pas clair] et le siège d'un bailliage seigneurial du comté de Flandre.
Héritiers des sénéchaux de Flandre et des bouteillers du Hainaut, les seigneurs de Berlaimont reçoivent de la comtesse Richilde de Hainaut (1027-1087), leur parente, ces mêmes fonctions à titre héréditaire, auxquelles s'ajoute pour Mahaut de Berlaimont le titre de camérière.
Vers 1100, un prieuré sous la dépendance de l'abbaye de Fesmy y est établi. Pour l'entretien des moines, Gilles de Berlaimont cède deux parties de la grande dîme de Berlaimont et des villages d'Aubrian et Saissegnies dont il reçoit en échange 1200 livres de blanc (moneta argenta minutor) ou pièces d'argent[pas clair]. Odon, évêque de Cambrai, donne le revenu de l'église primitive à l'abbaye de Fesmy, qui possède un prieuré au lieu-dit « Le pont des moines »[pas clair].
À partir de 1120, la paroisse regroupe Berlaimont et Sassegnies.
Baudouin IV « le Bâtisseur » (1108-1171), comte de Hainaut de 1120 à 1171, donne en 1150 au seigneur de Berlaimont l'ordre d'élever les défenses de la ville.
Dans son livre Recherches sur le Hainaut ancien, Charles Duvivier mentionne une charte de Jeanne (1188-1244), comtesse de Flandre et de Hainaut (1205-1244), en date du 6 octobre 1215, autorisant le droit de vinage[C'est-à-dire ?] pour Berlaimont et Pont-sur-Sambre. Elle accorde ce droit à son fidèle Gilles de Berlaimont.
Le château fort du fameux bâtard de Berlaimont[C'est-à-dire ?], terreur du pays, est pris d'assaut en 1490 par Antoine Rollin, seigneur d'Aymeries, grand Bailli du Hainaut qui le conduit à Mons pour y être décapité.

### Époque moderne
Des thalers du XVIe siècle (que l'on peut voir sur internet) ont été retrouvés au nom de Louis de Berlaymont, dernier archevêque de Cambrai à avoir eu le droit de frapper monnaie.

#### Avant le soulèvement des Pays-Bas contre Philippe II
En 1507, Louis de Rollin et sa femme Gilette de Berlaymont fondent un couvent des sœurs grises de l'ordre de Saint François, où les malades, tant d'Aymeries que de Berlaimont, sont confiés à leurs soins. Situé sur l'emplacement de l'église actuelle, il sera détruit en 1793.
En 1543, François Ier prend Berlaimont au cours de la guerre qu'il mène contre Charles Quint, empereur, roi d'Espagne et souverain des Pays-Bas, notamment comte de Hainaut (neuvième guerre d'Italie, 1542-1546).
L'église possède en 1562, un des rares clochers à bulbe du Nord de type espagnol ce qui lui vaudra d'être classé monument historique au XXe siècle. Marguerittes de Berlaimont a construit une autre église de ce nom à Bruxelles où elle est ensevelie près du monastère de femmes de Berlaimont.

#### La période du soulèvement (1568-1648) et de laguerre de Trente Ans(1618-1648)
En 1575, le château est attaqué et incendié par plusieurs compagnies de huguenots au service de Guillaume d'Orange, leader du soulèvement des Pays-Bas contre Philippe II, fils de Charles Quint.
Le 4 septembre 1576, le baron Charles de Berlaymont, conseiller d'État (entre autres) au service de Philippe II, est emprisonné à Bruxelles en même temps que ses collègues, sous l'accusation d'« espagnolisme », sur ordre des États de Brabant et du Magistrat de Bruxelles.
Don Juan d'Autriche, gouverneur général en 1577-1578, envoie des troupes au secours de Berlaimont. Selon les chroniqueurs du temps, la victoire est attribuée à l'un ou à l'autre camp[pas clair].
En 1576, un pont à arches est établi sur la Sambre, avec une porte d'octroi. Près de l'île, des barrages sont associés à des moulins que l'on peut encore voir près de l'écluse.
En 1643, le grand Condé s'empare du château et le brûle ainsi que l'église et les maisons voisines.
En 1648, par le traité de Münster, le roi d'Espagne reconnaît l'indépendance des Provinces-Unies, qui avaient fait sécession dès 1581. Les autres provinces des Pays-Bas deviennent les Pays-Bas espagnols (puis Pays-Bas autrichiens à partir de 1714).

#### La conquête française (1648-1659) et ses suites
Les traités qui mettent fin à la guerre de Trente Ans ne concernent pas le conflit franco-espagnol qui a commencé en 1635 et qui a des effets sur les Pays-Bas espagnols. Le château de Berlaimont est de nouveau pris en 1653 par les troupes françaises, qui se liguent avec le duc de Clèves et se réunissent en arme contre l'empereur[pas clair]. Cette guerre se termine par le traité des Pyrénées (1659), par lequel le roi d'Espagne cède à la France, entre autres, le sud du comté de Hainaut (avec les villes de Valenciennes et de Maubeuge), en particulier la prévôté du Quesnoy, dont fait partie Berlaimont.
Berlaimont devient donc une ville française en 1659.
Une nouvelle église est bâtie en 1671 avec des débris de l'ancienne et des pierres du château. La tradition veut que le roi de France ait autorisé les habitants à tirer gracieusement de la forêt de Mormal les chênes nécessaires à la charpente du clocher. Les marches du portail comportent des inscriptions rappelant d'anciennes pierres tombales. C'est en 1709 qu'a lieu sa consécration par Philippe Evrard Van der Noot, évêque de Gand et Humbert de Precipiano, archevêque de Malines et primat des Pays-Bas, le Hainaut français restant sous la juridiction religieuse des Pays-Bas.
En 1688 est construite la maison du Prieur, aujourd'hui disparue, mais dont une pierre utilisée comme linteau d'une habitation de la Grand Rue, porte cette date.
Sur la carte de Cassini de 1750, on remarque :
- l'absence du hameau de la Tête Noire et de l'actuelle départementale le desservant ;
- une route montant au Sarbarat (écrit avec un T) et la route de la Grande Carrière ;
- Berlaimont semble la localité la plus importante puisque l'on voit « Aulnoys-lès-Berlaimont » pour « Aulnoye-Aymeries » et « Le Val-sous-Berlaimont » pour « Leval-sur-Sambre ».

Pierre-Albert Mustelier, écuyer, est un des derniers seigneurs de Berlaimont. Fils de Jean, conseiller secrétaire du roi, ancien juge des marchands à Valenciennes et d'Anne-Albertine Vareiskoot, il est baptisé à Valenciennes le 12 mars 1721, devient officier au régiment d'Auvergne, bourgeois de Lille par achat le 14 février 1746, inscrit aux rôles des nobles de France par ordonnance du 7 décembre 1747. il meurt à Lille aux Bons-Fils (maison de réclusion, hospice pour aliénés. Il se marie à Lille le 14 février 1746 avec Albertine-Josèphe Cardon (1717-1785), baptisée à La Madeleine le 23 octobre 1717, morte à Valenciennes le 20 février 1785, fille d'Ignace-François Cardon, seigneur du Broncquart, bourgeois de Lille, militaire, chevalier de Saint-Louis, anoblie n 1721 et de Marie-Florence Waresquiel.

### Époque contemporaine
Révolution française
Quand en 1790, le département du Nord fut créé, Vieux-Mesnil, Bachant, Locquignol, Leval, Pont-sur-Sambre et Sassegnies furent rattachés à Berlaimont.
À la suite du conflit qui opposa le Hainaut aux Pays-Bas, en juillet 1792, le Directoire nomma commissaire Jean Taulet, résidant à Berlaimont afin de contrôler le recensement des dégâts occasionnés par les soldats autrichiens sur les terres, le bétail, et autres matériaux et effectué une première fois par le député Hypolite Lespilette.
De graves désordres occasionnés en 1792 par les habitants des villages voisins, qui saccagent plusieurs riches maisons, coûtent la vie à plusieurs personnes. La garnison du Quesnoy ramène le calme.

#### Second Empire
En 1850, construction d'une maison école de garçons. L'école des filles est installée dans une maison appartenant à la fabrique qui la loue à la commune et qui est aujourd'hui occupée par de nombreuses associations toutes très actives tel le club des aînés, le club de cartes, de scrabble, de boules, de cyclisme, de coutures, tricots et autres arts, des anciens combattants, et une école de musique municipale.
La mairie est construite en 1855 sur deux étages, restaurée, on peut y voir la salle des armoiries, des bureaux administratifs de chêne massif et une salle des mariages où viennent réitérer après 50 et 60 ans les mariés qu'un petit train blanc va chercher à demeure avec les familles avant de les conduire dans la salle communale du même style boire le vin d'honneur.
En 1857, au Conseil général, il est proposé que Maubeuge devienne sous-préfecture en raison de sa population, de son développement industriel et de sa position sur la Sambre. Le maire de Berlaimont, Marie Paul, propose Berlaimont comme sous-préfecture, la ville étant le centre de l'arrondissement, située sur la Sambre et possédant une ligne de chemin de fer. Ses atouts sont la proximité de la forêt de Mormal, du terrain, une sucrerie, des distilleries et autres établissements industriels. Le magistrat se plaint, en outre, de n'avoir jamais eu la visite ni du préfet, ni du sous-préfet en 40 ans de gestion municipale.
En 1858, l'industrie est représentée par une sucrerie, 2 chantiers de construction de bateaux, 3 brasseries, 2 clouteries, 3 forges de maréchal, un moulin à eau à farine, un moulin à vent, 2 fabriques de poteries, 2 marbreries, une tannerie, une carrière de pierres et une sablière.

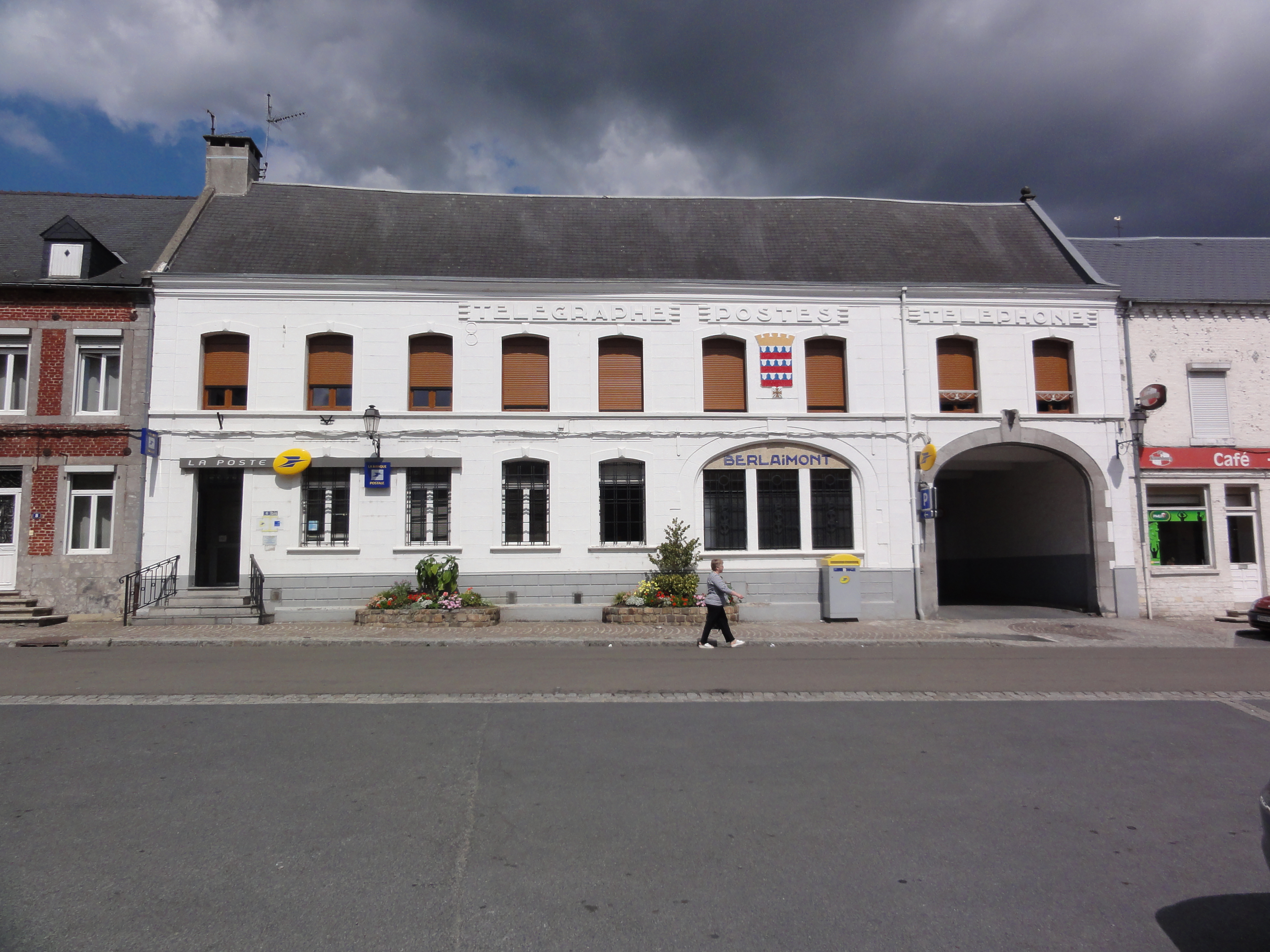
La poste.

Lors de la Guerre franco-allemande de 1870, les Prussiens ayant envahi la France par l'Est, Berlaimont ne sera pas une zone de combat. Il ne semble pas qu'il y ait eu occupation des troupes étrangères. Des cavaliers russes auraient séjourné à Maubeuge.

#### IIIeRépublique
La ligne de chemin de fer de Fives à Hirson est mise en service en 1872 par la compagnie des chemins de fer du Nord.
En 1908, la commune est autorisée à établir une passerelle piétonnière sur la Sambre destinée à la relier aux quartiers industriels d'Aulnoye.

#### Première Guerre mondiale
La commune est occupée par l'armée allemande le 26 août 1914.
Les troupes anglaises libèrent Berlaimont le 5 novembre 1918. Une plaque commémorative est inaugurée en 2018. À la fin de la guerre, plus de 100 soldats anglais et une vingtaine de soldats allemands étaient enterrés dans le cimetière communal.
La commune été décoré de la Croix de guerre 1914-1918, le 18 décembre 1920.

#### Entre-deux-guerres
En 1922 est étudié la reconstruction et la modification des accès à la gare de Berlaimont.
Pour l'inauguration du monument aux morts en 1923, Louis Debionne, industriel Berlaimontois, conçoit un "dragon", géant qui sera par la suite dénommé « Bouzouc ».
Contents du succès des accords de Munich en faveur de la paix, les Berlaimontois rebaptisent en 1939 la place de la mairie du nom des négociateurs français et anglais : Daladier et Chamberlain. Lors de l'invasion, des soldats allemands prendront plaisir à la détruire.

#### Seconde Guerre mondiale
Durant la Bataille de France, le 18 mai 1940, les unités de reconnaissance des 7e et 5e Panzer Divisions traversent la ville et se heurtent au 4e régiment de cuirassiers dans la forêt de Mormal, et, le 19 mai 1940, vingt Loire-Nieuport LN 401 et Loire-Nieuport LN 411 des escadrilles AB2 et AB4 de l'Aéronavale française bombardent en piqué une colonne blindée formée d'éléments des 7e et 5e Panzer Divisions.
En 1944, à la suite  du combat entre  les résistants et la troupe allemande en retraite, l'église est incendiée. Les Allemands tirent un obus incendiaire dans le clocher où des résistants avaient installé un poste de vigie afin d'informer des déplacements des troupes allemandes. La rue en face de l'église porte le nom du résistant mortellement blessé lors de cette action, la rue Fernand-Thomas.

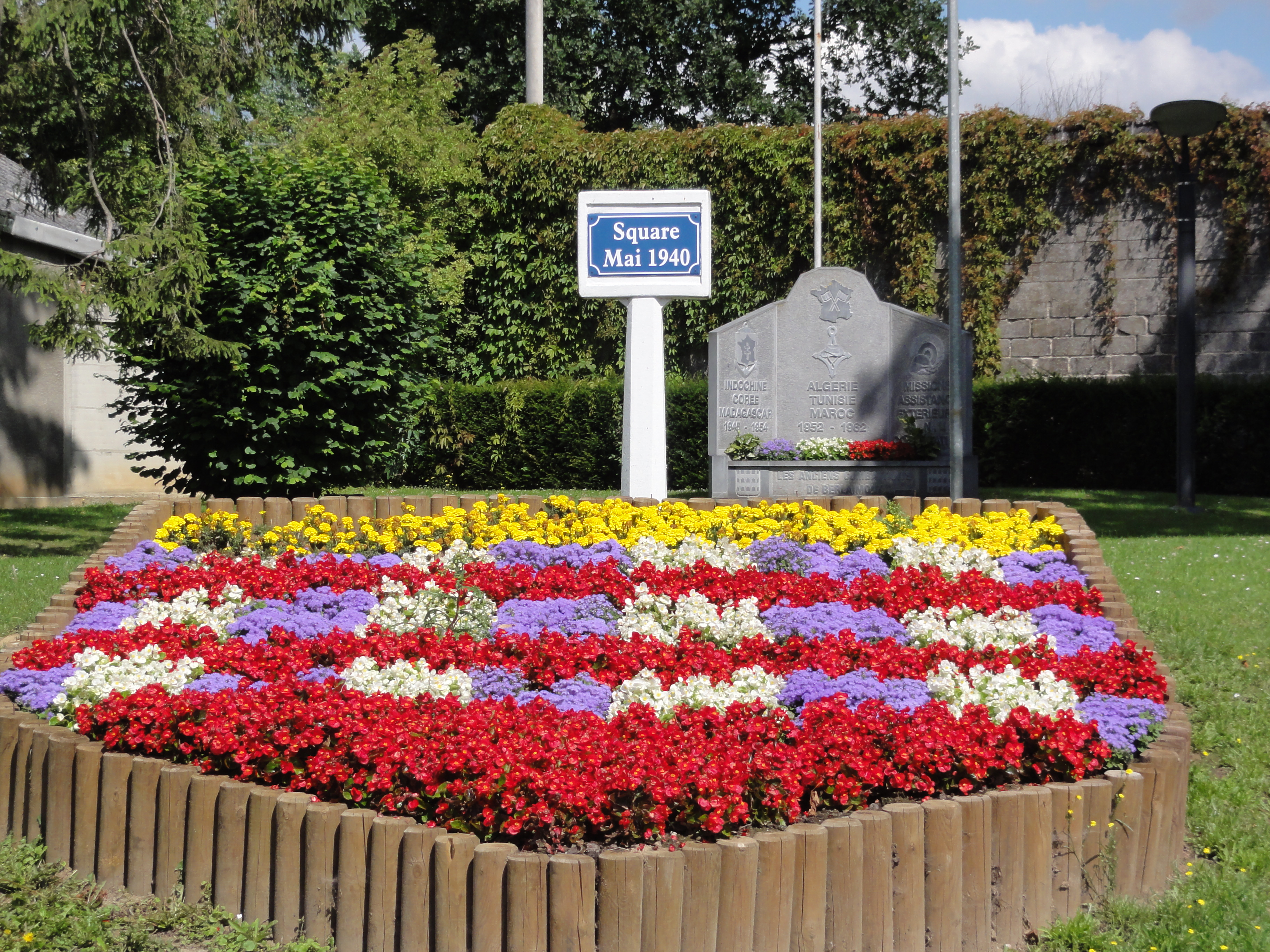
Square Mai 1940 avec son monument.
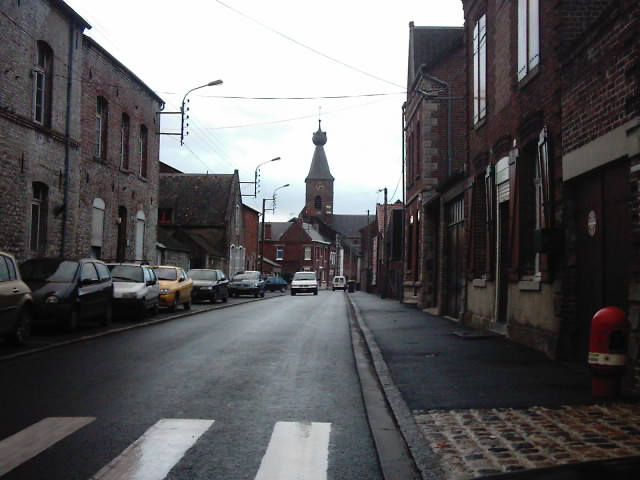
Rue Fernand-Thomas (vue du clocher).

## Politique et administration

### Rattachements administratifs et électoraux
La commune se trouve dans l'arrondissement d'Avesnes-sur-Helpe du département du Nord. Pour l'élection des députés, elle fait partie depuis 2012 de la douzième circonscription du Nord.
Elle était depuis 1793 le chef-lieu du canton de Berlaimont. Dans le cadre du redécoupage cantonal de 2014 en France, la commune a intégré le canton d'Aulnoye-Aymeries.

### Intercommunalité
La commune était le siège de la communauté de communes Sambre - Avesnois, créée en 1994.
Celle-ci fusionne avec ses voisines pour former, le 1er janvier 2014, la communauté d'agglomération Maubeuge Val de Sambre (CAMVS), dont la commune est désormais membre.

### Liste des maires
| Période                                  | Période            | Identité                   | Étiquette           | Qualité |
| ---------------------------------------- | ------------------ | -------------------------- | ------------------- | --- |
|                                          |                    |                            |                     | |
| 1801                                     | juillet 1816       | Célestin de Saint-Augustin |                     | |
| 17 juillet 1816                          | 2 novembre 1846    | Marie Paul                 |                     | |
| 21 novembre 1846                         | 20 mars 1848       | Marie Paul                 |                     | |
| mars 1848                                | 3 septembre 1848   | Augustin Mary              |                     | |
| 8 septembre 1848                         | 3 avril 1849       | Marie Paul                 |                     | |
| 3 avril 1849                             | 21 août 1852       | Louis Emond                |                     | |
| 3 novembre 1852                          | 6 octobre 1865     | Marie Paul                 |                     | |
| 6 octobre 1865                           | 25 janvier         | Jules Emond                |                     | |
| 15 février 1878                          | 1908               | Évrard Éliez-Évrard        | Gauche démocratique | Notaire Sénateur du Nord (1906 → 1908) Député de la 3e circonscription d'Avesnes (1889 → 1906) Conseiller général de Berlaimont (1880 → 1908) Président du Conseil général du Nord (1904 → 1908) . |
| Les données manquantes sont à compléter. |                    |                            |                     | |
| 17 mai 1908                              | septembre 1911     | Louis Massot               |                     | |
| 3 septembre 1911                         | 19 mai 1912        | Ernest Emond               |                     | |
| 19 mars 1912                             | 10 décembre 1910   | Théophile Leclercq         |                     | |
| 10 décembre 1919                         | 14 avril 1928      | Georges Sepulchre          |                     | |
| 20 mai 1928                              | 16 mai 1929        | Henri Deghilage            |                     | |
| 18 mai 1929                              | 19 mai 1935        | Léon Tilmant               |                     | |
| 19 mai 1935                              | 17 mai 1940        | Ernest Emond               |                     | |
| 3 juin 1940                              | 1er septembre 1944 | Pierre Drancourt           |                     | |

| Période          | Période                       | Identité                        | Étiquette | Qualité |
| ---------------- | ----------------------------- | ------------------------------- | --------- | --- |
| 2 septembre 1944 | 19 mars 1945                  | Ernest Emond                    |           | |
| 19 mars 1945     | 31 octobre 1947               | René Roty                       |           | |
| 21 octobre 1947  | 21 décembre 1948              | Ernest Emond                    |           | |
| 12 février 1949  | avril 1953                    | Noël Genie                      |           | |
| 7 mai 1953       | 20 mars 1971                  | Jean Payen                      |           | Pharmacien Suppléant du député Paul Bécue (1958 → 1962)                                                              |
| 21 mars 1971     | 19 février 2003               | Christian Decavel (1930-2019)   | DVD       | Médecin Conseiller général de Berlaimont (1994 → 2001) Chevalier de la Légion d'honneur (2012) Démissionnaire        |
| 23 février 2003  | 30 mars 2014                  | Georges Kuntzburger (1940-2014) | DVD       | Ancien conservateur des hypothèques 1er adjoint au maire (1995 → 2003) 1er vice-président de la CC Sambre - Avesnois |
| 30 mars 2014     | En cours (au 2 décembre 2020) | Michel Hannecart                | DVD       | Retraité de Vallourec, ancien adjoint au maire Réélu pour le mandat 2020-2026,                                       |

### Politique de développement durable
La commune prévoit de créer en 2018, en partenariat avec le PNR de l'Avesnois et la CAMVS, un bocage pédagogique et un verger conservatoire de 4 ha.

### Jumelages
| Ville | Ville   | Pays | Pays      | Période     |
| ----- | ------- | ---- | --------- | ----------- |
|       | Klotten |      | Allemagne | depuis 1972 |

## Population et société

### Démographie

#### Évolution démographique
L'évolution du nombre d'habitants est connue à travers les recensements de la population effectués dans la commune depuis 1793. Pour les communes de moins de 10 000 habitants, une enquête de recensement portant sur toute la population est réalisée tous les cinq ans, les populations de référence des années intermédiaires étant quant à elles estimées par interpolation ou extrapolation. Pour la commune, le premier recensement exhaustif entrant dans le cadre du nouveau dispositif a été réalisé en 2008.

En 2022, la commune comptait 3 169 habitants, en évolution de +2,06 % par rapport à 2016 (Nord : +0,51 %, France hors Mayotte : +2,11 %).
| 1793  | 1800  | 1806  | 1821  | 1831  | 1836  | 1841  | 1846  | 1851  |
| ----- | ----- | ----- | ----- | ----- | ----- | ----- | ----- | ----- |
| 1 550 | 1 579 | 1 702 | 1 827 | 2 068 | 2 128 | 2 099 | 2 176 | 2 353 |

| 1856  | 1861  | 1866  | 1872  | 1876  | 1881  | 1886  | 1891  | 1896  |
| ----- | ----- | ----- | ----- | ----- | ----- | ----- | ----- | ----- |
| 2 609 | 2 619 | 2 655 | 2 755 | 2 681 | 2 689 | 2 682 | 2 670 | 2 648 |

| 1901  | 1906  | 1911  | 1921  | 1926  | 1931  | 1936  | 1946  | 1954  |
| ----- | ----- | ----- | ----- | ----- | ----- | ----- | ----- | ----- |
| 2 651 | 2 606 | 2 622 | 2 642 | 3 156 | 3 240 | 3 217 | 3 407 | 3 465 |

| 1962  | 1968  | 1975  | 1982  | 1990  | 1999  | 2006  | 2008  | 2013  |
| ----- | ----- | ----- | ----- | ----- | ----- | ----- | ----- | ----- |
| 3 811 | 3 836 | 3 797 | 3 532 | 3 398 | 3 229 | 3 206 | 3 202 | 3 122 |

| 2018  | 2022  | - | - | - | - | - | - | - |
| ----- | ----- | - | - | - | - | - | - | - |
| 3 155 | 3 169 | - | - | - | - | - | - | - |

#### Pyramide des âges
En 2018, le taux de personnes d'un âge inférieur à 30 ans s'élève à 32,9 %, soit en dessous de la moyenne départementale (39,5 %). À l'inverse, le taux de personnes d'âge supérieur à 60 ans est de 31,6 % la même année, alors qu'il est de 22,5 % au niveau départemental.
En 2018, la commune comptait 1 540 hommes pour 1 615 femmes, soit un taux de 51,19 % de femmes, légèrement inférieur au taux départemental (51,77 %).
Les pyramides des âges de la commune et du département s'établissent comme suit.
| Hommes | Classe d’âge | Femmes |
| ------ | ------------ | ------ |
| 1,0    | 90 ou +      | 3,3    |
| 8,4    | 75-89 ans    | 12,9   |
| 18,8   | 60-74 ans    | 18,7   |
| 19,1   | 45-59 ans    | 18,5   |
| 16,6   | 30-44 ans    | 16,8   |
| 17,3   | 15-29 ans    | 14,2   |
| 18,8   | 0-14 ans     | 15,6   |

| Hommes | Classe d’âge | Femmes |
| ------ | ------------ | ------ |
| 0,5    | 90 ou +      | 1,4    |
| 5,3    | 75-89 ans    | 8,1    |
| 14,8   | 60-74 ans    | 16,2   |
| 19,1   | 45-59 ans    | 18,4   |
| 19,5   | 30-44 ans    | 18,7   |
| 20,7   | 15-29 ans    | 19,1   |
| 20,2   | 0-14 ans     | 18     |

### Santé
La commune doit ouvrir en 2019 une maison médicale afin de pallier la désertification médicale.

### Équipements culturels
La  salle des fêtes permet à l'harmonie de Berlaimont et à la chorale À cœur et à cri peuvent se produire. La commune y réalise aussi de nombreuses manifestations artistiques et l'on a pu y entendre en 2010, un groupe de marins bretons du nom de Libenter y chanter.

### Équipements sportifs
La commune dispose d'une salle de sport, dédiée aux frères Guny, champions de course à pied et marathoniens réputés dans le Nord.

### Sécurité
La commune dépend du commissariat de police d'Aulnoye, après la fermeture de la brigade de gendarmerie en août 2015.

### Évènements culturels et festivités
Selon la légende, en 1133, le seigneur  de Berlaimont, Gilles de Chin, passe pour avoir débarrassé les marais de Wasmes d'un terrible dragon. Cette légende s'est transmise à travers les siècles et en 1657 on montre à Mons, la tête du dragon qui aurait été conservée dans une abbaye.
La légende survit aujourd'hui à travers le "Bouzouc", fête annuelle qui a lieu le troisième dimanche de mai, au cours de laquelle un défilé traverse le bourg, emmené par un dragon appelé Bouzouc et son bouzouki, et pendant lequel  la population de Berlaimont revit avec le même enthousiasme ce combat épique depuis le premier Bouzouc, qui a eu lieu en 1923 à l'initiative de Louis Debionne, berlaimontois et passionné d' histoire locale.
Il crée le premier « Bouzouc », fabriqué de grossières toiles de récupération marron. Stocké dans un hangar, ce premier Bouzouc est détruit en 1940 pendant la Seconde Guerre mondiale. Il est reconstruit en 1948 par Louis Debionne et son fils Henri. Un troisième Bouzouc, créé en 1995, a été rénové en 2018. Approche logique de cette légende : Gilles de Chin fit assécher les marais, ce qui fit reculer certaines maladies dues à la présence de moustiques et au Moyen Âge la victoire sur la maladie était assimilée à une victoire du bien sur le mal. Voilà notre monstre réduit à la taille d'un moustique.
On peut également signaler la fête de la musique, qui a lieu le 21 juin de chaque année.

## Économie
Le supermarché Coccinelle, unique de la commune, ferme en 2018 à la suite, selon son dirigeant, de travaux de voirie qui ont dissuadé les clients d'y faire leurs courses. Berlaimont conserve des commerces de proximité, boulangerie et boucherie, notamment.

## Lieux et monuments
On peut signaler : 
- Mairie du XVIIIe au XXe siècle.
- Église Saint-Michel, dont la construction débute en 1671. Elle subit des destructions pendant les deux guerres mondiales, et le clocher ainsi que le mobilier est incendié par un obus allemand en 1944[37],[55]. Elle contient la plaque funéraire de Louis de Malanoi, écuyer, qui date du XVIIe siècle[56]. Les vitraux du chœur sont une création du peintre Alain Mongrenier.
- Chapelle Saint-Michel de 1735
- Marché couvert, construit en utilisant la structure d'une ancienne grange de 1808 situé à l'origine rue Neuve et déplacée en 1996. Sur la façade se trouve une pierre armoriée du blason d'Adrien ou Florent Van Dam, d'origine hollandaise et réfugié dans le Hainaut catholique. Il occupait un poste important dans l'administration de l'Ancien régime[57]
- le moulin sur la Sambre
- La Sambre, ses ponts et écluses
- La Vierge noire, en fonte, peinte en blanc le 17 mai 1940 pour lui donner l'apparence de la pierre, afin d'éviter que ses matériaux ne soient récupérés par l'armée allemande[57].
- La tête noire située sur l'ancien café du Taillis, sur la façade de la dernière maison de Berlaimont, à l'entrée de la forêt de Locquignol, et qui rappelle la production de charbon de bois des habitants en Forêt de Mormal, qui noircissait les visages[57]
- En se promenant dans le cimetière de Berlaimont, on peut découvrir dans un cadre verdoyant, le cimetière militaire britannique, petites tombes blanches sur lesquelles figurent les noms des soldats anglais ou américains tombés au combat, témoignages de la reconnaissance des anciens de Berlaimont pour tous ces soldats morts si jeunes et que leur famille pourrait retrouver en venant visiter le village. Un village bien entretenu, avec ses berges de la Sambre aménagées de verdure, de fleurs, de bancs, où l'on peut venir se détendre et  voir s'ébattre des oies du Canada, des canards colverts ou souchards et des poules d'eau, tous apprivoisés par l'habitude des riverains de leur offrir de la nourriture.

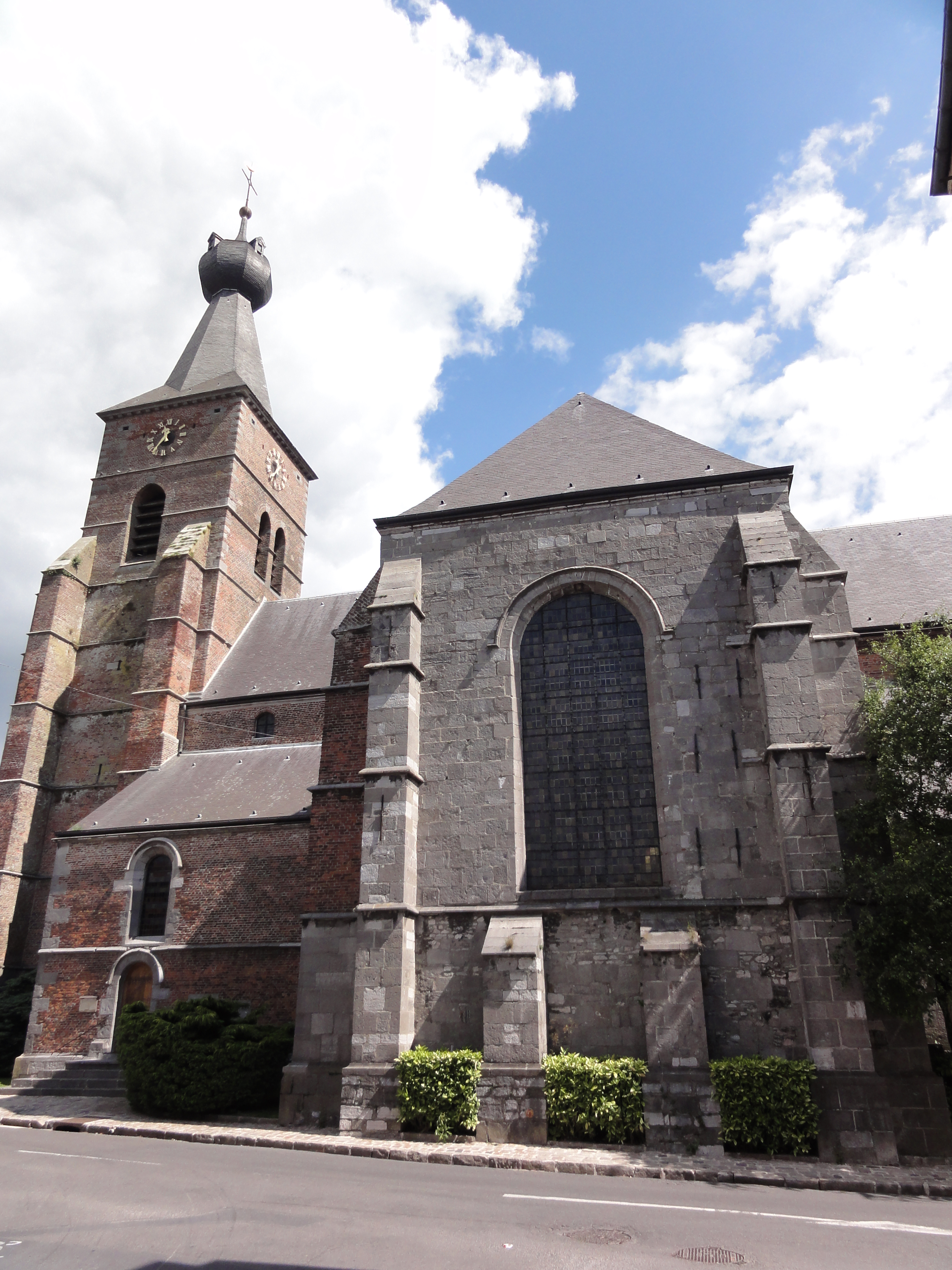
L'église Saint-Michel
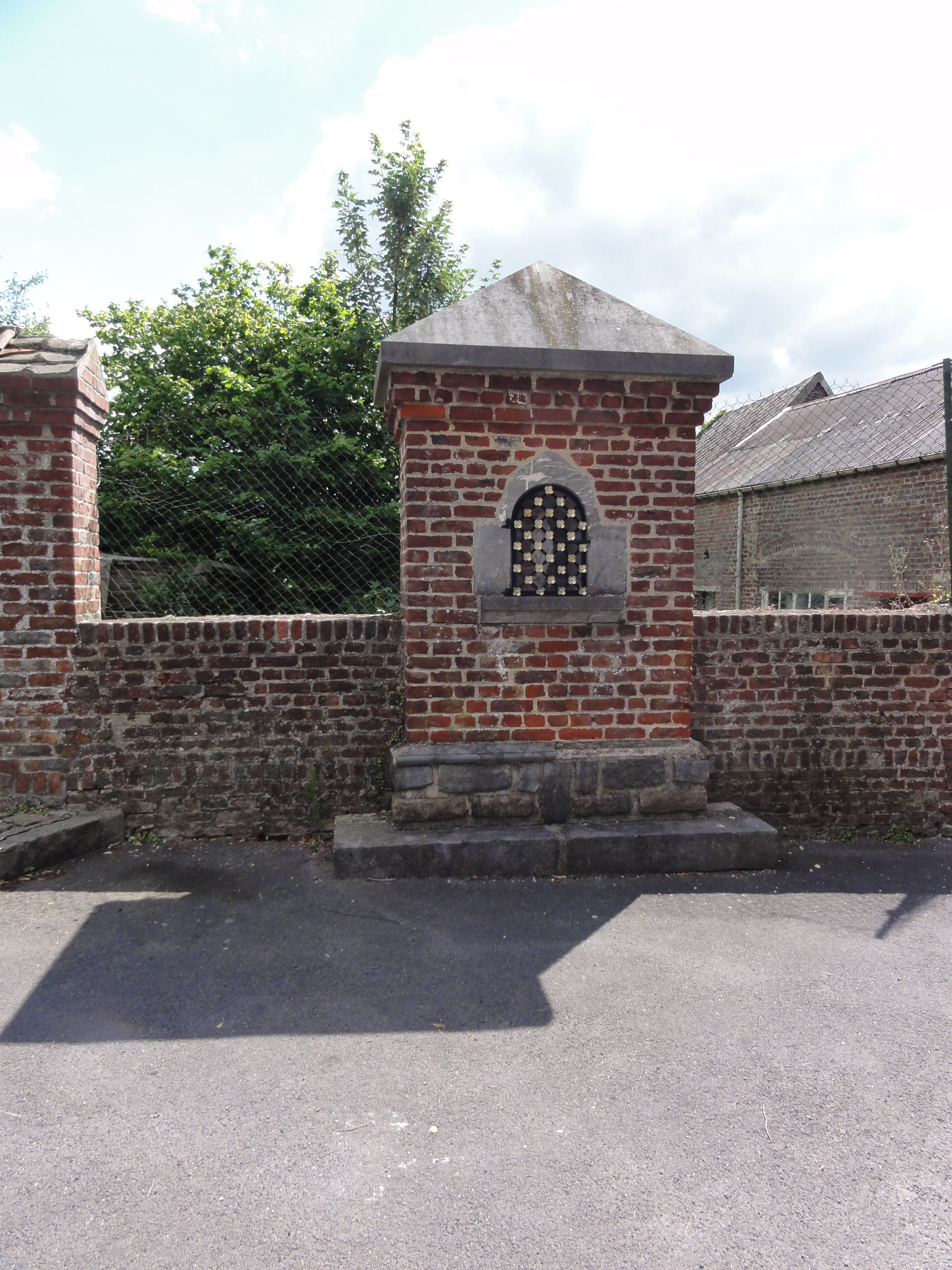
Oratoire à côté de l'église
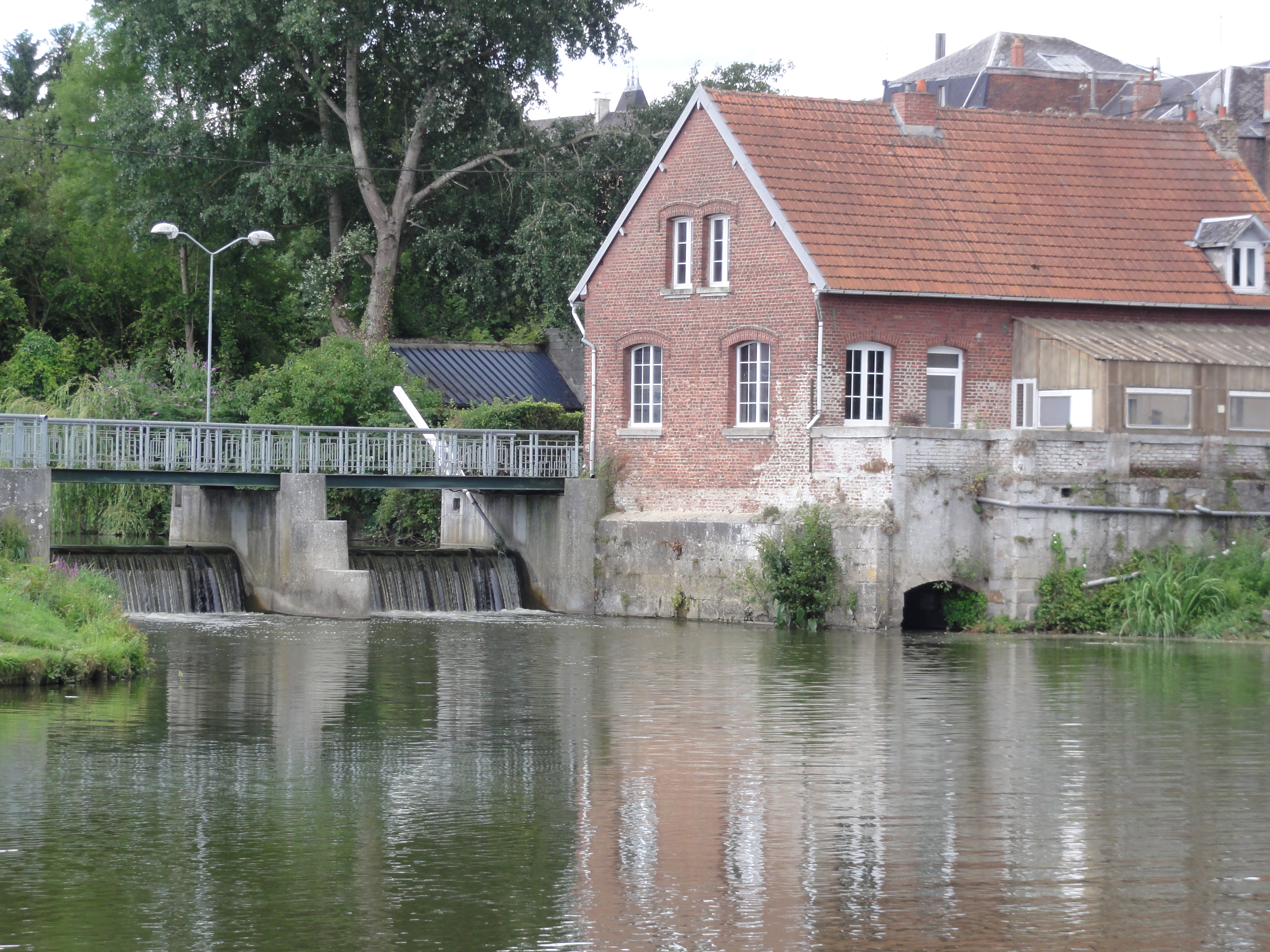
Moulin sur la Sambre
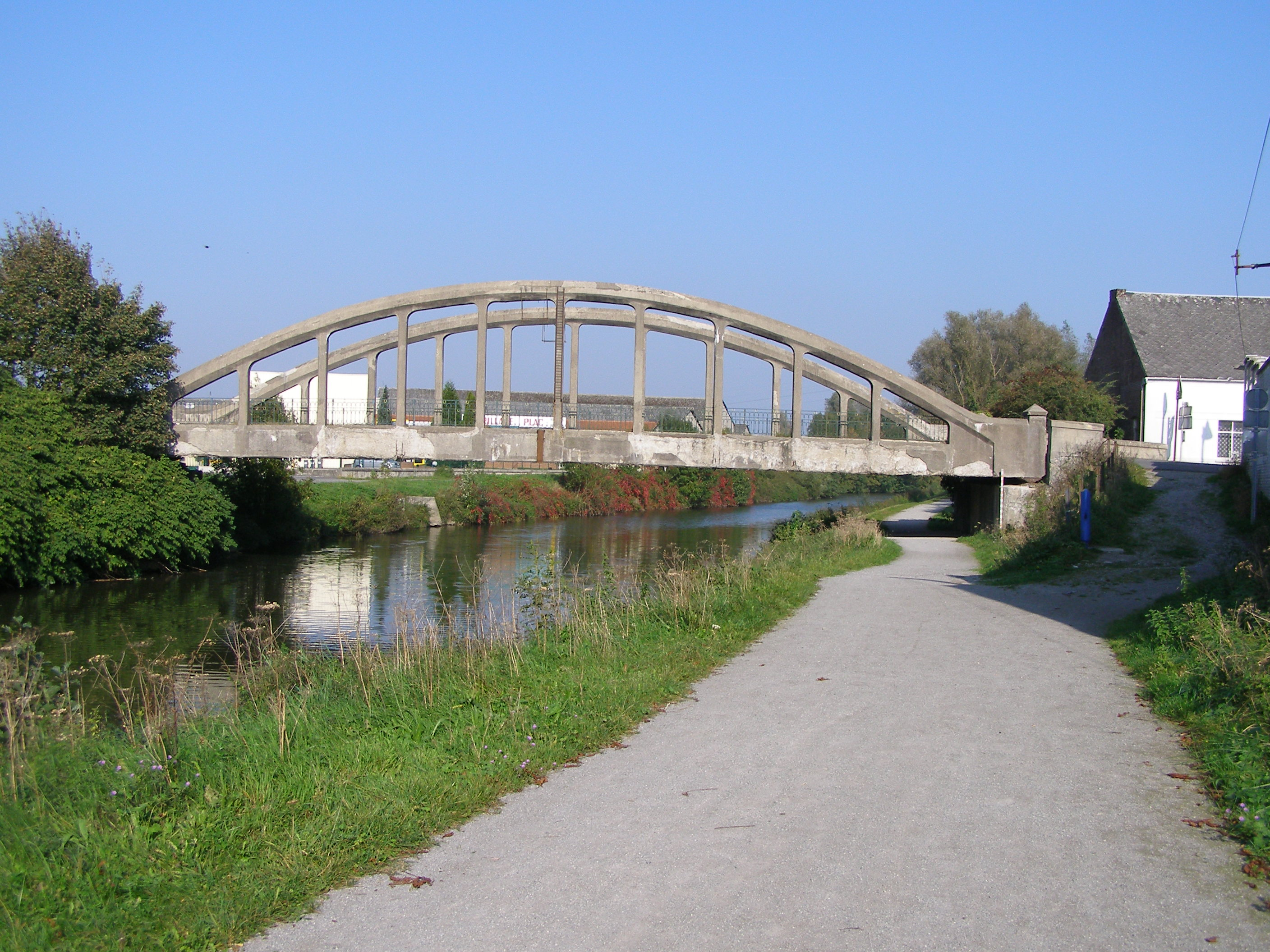
Le pont de ciment sur la Sambre
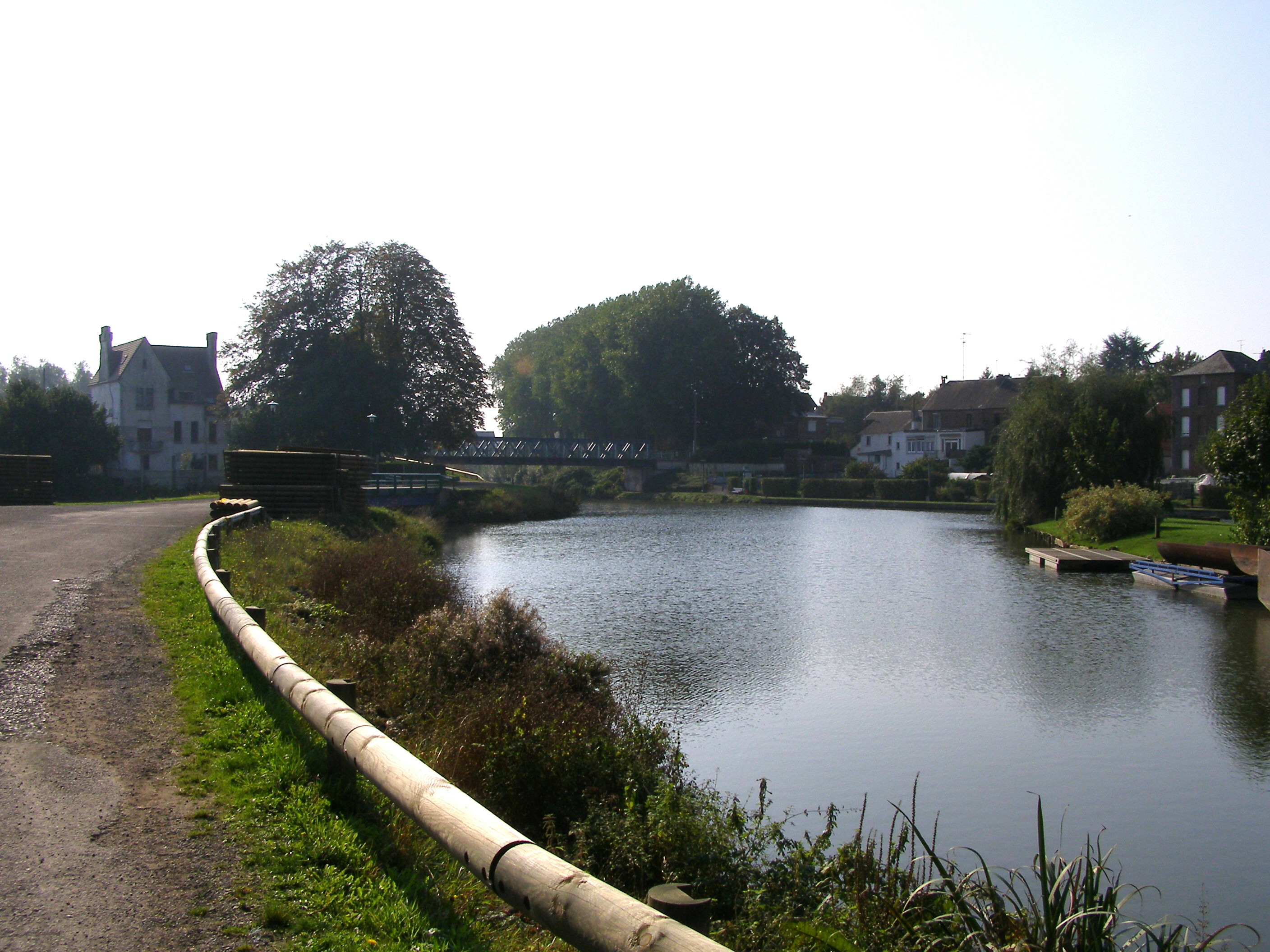
Le pont de fer sur la Sambre
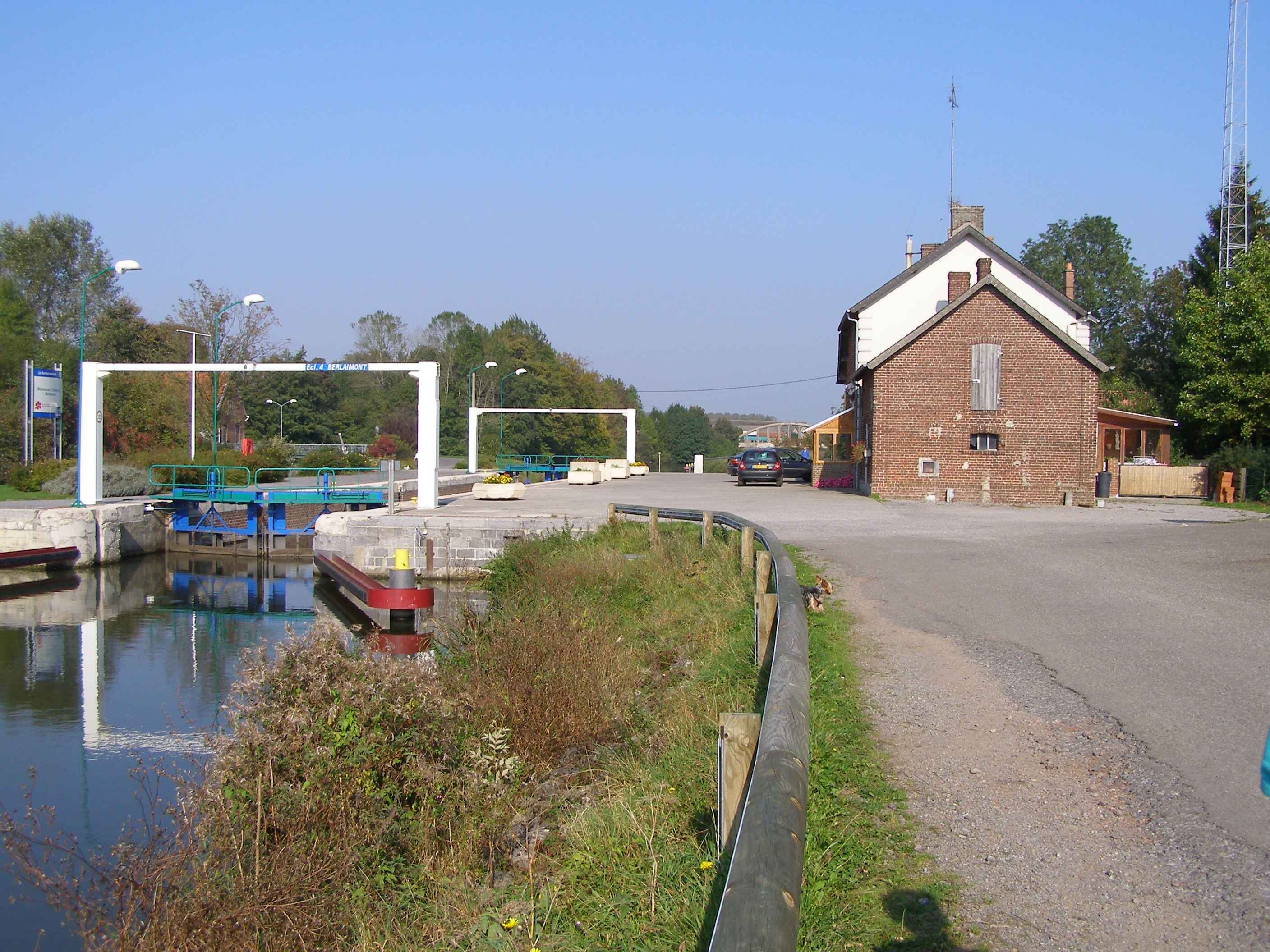
Écluse de Berlaimont

## Personnalités liées à la commune
- François-Xavier Dillmann

### Les seigneurs de Berlaimont

#### Une famille ancienne
Dans le Dictionnaire généalogique et héraldique des familles nobles (volume 1) de Félix Victor Goethels, on peut trouver toute la généalogie des seigneurs de Berlaimont sans toutefois remonter au-delà d'Yde de Chièvre et Gilles de Chin et dans sa Jurisprudencia Héroica d'après l'histoire de la maison de Coucy, Chrystim  ajoute que les premiers temps de la famille de Berlaimont sont très obscurs.
Toutefois certains généalogistes ont raison lorsqu'ils attribuent à la famille de Berlaimont une haute antiquité car ayant vécu à Berlaimont et ayant déjà réalisé la généalogie des seigneurs de la Roque sur Cèze, Madame Michèle Constanzo-Dubois, habituée aux aléas et aux contradictions de l'histoire écrite, au fonctionnement des héritages féodaux, et à la transmission des prénoms a pu faire remonter la généalogie des seigneurs de Berlaimont jusque Charles Martel et au-delà.
Cette famille alliée à celles de Mons, Valenciennes, Cambrai, Antoing tire ses origines des rois de France et princes du Hainaut.

#### Les Berlaimont au Moyen Âge
Isembert de Mons, sire de Berlaimont transmet son héritage à Isaac, son fils ainé, dont les descendants Hugues et Godefroy perdent la vie lorsque les comtes de Flandre, craignant d'être incriminés dans l'assassinat de Thierry d'Avesnes, assaillent la ville et le château de Berlaimont.
On ne sait si ce fut pour venger la répudiation de sa cousine Ade de Roucy ou la réalisation de la prédiction de sainte Waudru sur Thierry d'Avesnes qui en avait incendié le monastère, tuant de nombreuses femmes retirées en ces murs, mais Isaac de Berlaimont tua ce seigneur pendant une partie de chasse dans la forêt de Mormal à laquelle étaient invités Baudouin et Raoul de Flandre.
Si Thierry d'Avesnes, en révolte contre Baudouin II comte de Hainaut, fut occis lors d'une chasse dans la forêt de Mormal par les gens du comte Isaac de Berlaimont, peu de gens savent que celui qu'on appelait le premier bâtard de Berlaimont, n'est autre que Gilles de Potelles qui faillit, dans cette même forêt, assassiner le duc de Bourgogne qui avait séduit et peut être même outragé l'élue de son cœur. Ce qui lui valut d'être écartelé. Toutefois l'un comme l'autre aimaient à se réfugier dans le château de Berlaimont. La légende, ignorante des faits amène à le confondre avec un autre bâtard de Berlaimont, détrousseur de riches, qui commettait des brigandages dans le Hainaut à la faveur de son château de Berlaimont.
En 1117, Gilles de Chin (1100-1137), comte de Ribemont par sa mère, sire de Chin par son père, devient sire de Berlaimont avec titre de baron, par héritage de son oncle maternel Isaac de Berlaimont.
Gilles de Chin  grand voyageur, rejoint en 1129, avec son fidèle cheval Misérion, l'armée d'occupation[C'est-à-dire ?] en Palestine, entre les 2 premières croisades, s'y distingue par d'éclatants faits d'armes et pour y avoir tué un lion qui forgera sa légende. Tout auréolé de cette gloire, il revient au pays et épouse Ide de Chièvres descendante des seigneurs d'Espinoy, d'Antoing ce qui justifie les armoiries de Berlaimont.
Au décès de Gilles de Chin en 1137, sa fille Mahaut du Chin hérite de son père, en patrimoine libre[C'est-à-dire ?], la chambellanie héréditaire de Hainaut qu'elle transmet à son époux Gilles de St-Aubert et à ses héritiers donc à son fils Gilles II de Berlaimont.
L'épitaphe de sa tombe, située à l'abbaye de Saint-Ghislain, est tirée d'un document gaulois ancien de Berlaimont.
En 1146, le nouveau comte de Berlaimont rencontre saint Bernard à Liessies et part à la deuxième croisade.
Par une charte de 1189, Baudoin comte du Hainaut se porte témoin de la donation que Mathilde de Berlaimont, son fils Gilles II, Hedwige du Hainaut son épouse et tous leurs héritiers, font à l'église Notre-Dame d'Aymeries de la terre le Layvbos, de Longue-Epine et le Lywate, avec la quatrième partie du terrage[C'est-à-dire ?] de ces terres qui constituaient la part d'héritage de Mathilde de Berlaimont.
Margueritte de Flandre et du Hainaut, après la mort de sa sœur Jeanne, dans l'intérêt de l'abbaye Saint-Sauveur d'Anchin, ratifie en 1248 la vente faite par filles Gilles III de Chin.
Entre les années 1281 et 1287, Gilles de Chin reçoit du receveur de Gui de Namur une somme due pour la tenure de son fief de Namur mais il doit à plusieurs reprises réclamer leur paiement régulier ou lui demander de payer en son nom à Libert, châtelain de Bouvine une somme due pour l'échange de ses rivières avec le comte Gui de Namur et de l'usage qu'il avait dans le bois de Marlaigne. En 1298, Jean de Namur déshérite le comte Gui son frère du château de Faing au profit du seigneur de Berlaimont.
Philippine, comtesse du Hainaut accorde en février 1308, une indemnité à Gilles de Berlaimont et sa femme Marie de Ligne, en compensation du Château de Berlaimont brûlé par Jean d'Avesnes.
Le seigneur  de Berlaymont va participer en 1396 à l'attaque de la Frise (territoire de la côte des Pays-Bas) qu'entreprend Albert Ier de Hainaut, comte du Hainaut.

#### Charles de Berlaymontet ses descendants
Charles de Berlaymont est adopté en 1574 par Gilles de Berlaimont, le fils de Michel de Floyon Berlaimont et fait comte par le roi Philippe II.
Le comte Charles de Berlaymont est libéré en 1574[pourquoi ?] et entre dans les conseils de Don Juan d'Autriche. Le château est détruit. Trois ans plus tard en 1577, le comte Charles de Berlaymont meurt de la gravelle. Il est présenté soit comme un homme d'autorité et de réputation et partisan du roi d'Espagne, soit comme un traître qui ne sait qu'être bonhomme[C'est-à-dire ?] par les protestants. Ce qui est certain, c'est qu'il a placé ses nombreux enfants à des postes importants, comme Louis, élu évêque de Cambrai, alors qu'il n'a même pas fini ses études. Gilles de Berlaymont succède à son père dans le gouvernement de Namur et d'Artois, Charles Nicolas Joseph est fait souverain officier de la ville d'Hasselt, son frère Adrien François devient archidiacre du Hainaut, conseiller intime de son altesse sérénissime, gentilhomme de l'état noble du duché de Limbourg. Quant à ses filles, elles deviennent chanoinesses d'Ardennes et de Nivelle dont Charlotte qui illustre ce chapitre.
En 1578, Gilles V de Berlaymont meurt d'un coup d'arquebuse au siège de Maastricht. Tous les historiens reconnaissent qu'il fut aussi habile que brave.
Depuis le XVIe, on retrouve les seigneurs de Berlaimont dans le château de Herchies dans le comté d'Egmont, qu'ils ont restauré et agrandi pour le plaisir des visiteurs. Le comte d'Egmont fut à cette époque seigneur Haut Justicier de la terre de Berlaimont.
Par une lettre du 2 octobre 1628, Marie-Marguerittes de Berlaimont et son époux Louis comte d'Egmont, cèdent leurs biens et revenus de l'hospital de Péruwelz au bénéfice des pères de l'ordre de St-Sauveur dit de Sainte-Brigitte afin d'y faire un couvent. Cette décision entrainera un conflit entre les deux communautés dès 1657 jusqu'au 4 janvier 1686 date où une décision émise par le conseil souverain du Hainaut y mettra fin. Dans ce document, la comtesse Marie-Marguerittes est nommée Duchesse, Princesse, Baronne et dame dudit lieu.

## Héraldique
| Blason de Berlaimont | Blason  | Fascé de vair et de gueules de six pièces. |
| Blason de Berlaimont | Détails | Abbaye seigneuriale, la terre de Berlaimont portait la bannière des seigneurs d'Egmont bandé de vair et de gueules à 6 pièces avant de devenir les armoiries « Fascé de vair et de gueules à 6 pièces » que furent celles de l'Espinoy-les Binch dont le cri de ralliement était « Berlaimont » perpétré par les nombreux tournois du seigneur Gilles de Chin dont la devise fut « Dieu ayde Berlaimont ». Ces armoiries des seigneurs échansons du Hainaut sont aussi celles de Coucy, dont ils tirent leurs origines. Le statut officiel du blason reste à déterminer. |

## Pour approfondir